# Paolo Di Canio
Paolo Di Canio, född 9 juli 1968 i Rom, är en italiensk före detta professionell fotbollsspelare (anfallare) som mellan 1985 och 2008 spelade över 500 ligamatcher och gjorde fler än 100 mål för bland andra Lazio, Juventus, Milan och West Ham.

## Spelarkarriär
Di Canio inledde sin professionella karriär i Lazio 1985 och kom sedan att representera de italienska toppklubbarna Juventus, Napoli och Milan innan han inledde en nästan tio år lång karriär på de brittiska öarna i mitten på 1990-talet. Efter en säsong i Celtic 1996-1997 köptes han av Sheffield Wednesday 1997. I oktober 1998 blev Di Canio avstängd i 11 matcher av det engelska fotbollsförbundet sedan han knuffat omkull en domare efter att ha fått rött kort.
År 1999 köptes han av West Ham för 1,7 miljoner pund. Under fem säsonger i West Ham spelade Di Canio 118 ligamatcher och gjorde 48 mål. Hans målmässigt bästa säsong i karriären kom 1999-2000 då han gjorde 16 ligamål på 30 matcher.
År 2001 fick Di Canio motta FIFA Fair Play Award efter ett ingripande under en match mot Everton året innan. När Evertons målvakt låg skadad utanför målområdet valde Di Canio att plocka ner ett inlägg med händerna för att stoppa spelet istället för att skjuta mot öppet mål.
Di Canio återvände till moderklubben Lazio sommaren 2004 och spelade ytterligare två säsonger med klubben. Under denna tid uppmärksammades Di Canio för att vid upprepade tillfällen genomföra fascisthälsningar på fotbollsplanen vilket resulterade i avstängningar och böter. Di Canio bemötte kritiken med att han är "fascist, men inte rasist."
Sommaren 2006 skrev Di Canio kontrakt med Cisco Roma i den italienska fjärdedivisionen. Han spelade i klubben tills man meddelade att han slutar med fotbollen i mars 2008.

## Tränarkarriär
Inför säsongen 2011/2012 blev det klart att Di Canio tar över tränarposten i Swindon Town